# Gastromé
Gastromé er en dansk restaurant, beliggende på Grenåvej  i Aarhus. Den har siden februar 2015 haft én stjerne i Michelinguiden. Gastromé blev åbnet i august 2014.

## Historie
Barndomsvennerne Søren Jakobsen og William Jørgensen åbnede restauranten 28. august 2014. De drev i forvejen restauranten "Det Gamle Mejeri", som ligger i skoven ved Vilhelmsborg i Mårslet. Der var plads til cirka 40 gæster i restauranten, mens der i kælderen blev indrettet en VIP-afdeling med plads til 20 personer.
Allerede seks dage efter åbningen var der en inspektør fra Michelinguiden på besøg i restauranten. Guidens folk fulgte op med flere besøg, og 26. februar 2015 blev Gastromé sammen med Restaurant Substans og Frederikshøj de første danske restauranter udenfor København, der fik en Michelinstjerne. Det medførte, at Gastromés bookingsystem brød sammen på grund af den store efterspørgsel efter et bord. Siden da har restauranten bevaret stjernen hvert år..